# جورج أندرسون (لاعب كرة قدم بريطاني)
جورج أندرسون (بالإنجليزية: George Anderson)‏ هو مدير ومدرب كرة قدم ولاعب كرة قدم بريطاني (وحمل سابقاً جنسية المملكة المتحدة لبريطانيا العظمى وأيرلندا) في مركز حراسة المرمى، ولد في 6 يونيو 1887 في المملكة المتحدة، وتوفي في 28 مايو 1956. لعب مع نادي دندي.